# Salu Digby
Shrinking Violet (Salu Digby ou Atom Girl) est un personnage appartenant à DC Comics. Elle apparaît pour la première fois dans Action Comics #276 en mai 1961. Elle a été créée par Jerry Siegel & Jim Mooney durant l'Âge d'argent des comics. 
Salu Digby apparaît sous une forme moderne dans "Legion of Super-Heroes Vol 4 #76" en 1996 par Tom McCraw,  Lee Moder & Tom Peyer.

## Histoire
Shrinking Violet essaie d'intégrer l'équipe en même temps que Sun Boy & Bouncing Boy. Mais c'est Supergirl et Brainiac 5 qui rentrent dans l'équipe. Ils s'y intégreront plus tard.
Salu Digby a été enlevée par des radicaux de sa planète "Imsk" et elle a été remplacée par Yera Allon (Chameleon Girl) dans la Légion des Super-Héros. 
Elle apparaît dans la série "Final Crisis: Legion of 3 Worlds" (2008-2009).

### Relation amoureuse
Elle eut une longue relation amoureuse avec Duplicate Boy (Ord Quelu) et Gim Allon (Colossal Boy) au 31e siècle. Mais après son enlèvement, elle se sépare de Colossal Boy. Violet rencontre son âme sœur Ayla Ranzz (Lightning Lass). Cette relation romantique homosexuelle sera clairement décrite tout au long des histoires de Salu Digby à partir de 1986 dans "Legion of Super-Heroes # 22" (sans jamais s'embrasser). C'est un tournant dans l'histoire de DC comics.

## Autres médias
- La Légende des super-héros, voix doublée par Kari Wahlgren.
- Shrinking Violet existe sous forme de figurine.
- En Carte VS System Legion of Superheroes.

## Équipe artistique
Tom Peyer, Tom McCraw, Lee Moder, Keith Giffen, Larry Mahlstedt, Paul Levitz, Geoff Johns, George Perez, Gary Frank, Scott Koblish, Sanford Greene, Nathan Massengill, Randy Gentile, Mark Waid,  Barry Kitson, Greg Larocque, Mike Decarlo ...